# 朝鮮民主主義人民共和国内閣
朝鮮民主主義人民共和国内閣 (ちょうせんみんしゅしゅぎじんみんきょうわこくないかく、朝鮮語:조선민주주의인민공화국 내각、Cabinet_of_North_Korea) は、朝鮮民主主義人民共和国政府の最高機関。 

## 解説
1972年から1998年9月までの名称は「政務院」。狭義の政府は内閣だけを指す概念である。広義で内閣、最高人民会議、最高裁判所を総称して言うこともある。